# 横浜マリンエフエム
株式会社横浜マリンエフエム（よこはまマリンエフエム）は、神奈川県横浜市中区の一部地域を放送対象地域として超短波放送（FM放送）を行う特定地上基幹放送事業者である。
マリンFMの愛称でコミュニティ放送を行っている。

## 概要
2019年（令和元年）開局。音楽家の笹原延介が中心となり、2013年（平成25年）に横浜マリンFM開局準備室を設置。2018年（平成30年）に株式会社横浜マリンエフエムを設立し笹原延介は代表取締役社長に就任した。特定地上基幹放送局の予備免許を取得後、試験電波の発射まで時間がかかったが翌2019年の開局に至った。
安田屋呉服店社長で本牧リボンファンストリート商店会代表も務める羽生田靖博と一般社団法人横浜まちクリエイティブ、他1名がマスメディア集中排除原則にいう支配関係にある。
本社・演奏所（スタジオ）は中区本牧町のコミュニティ施設HOMMOKU BASEにある。また、中区石川町の石川町スタジオと中区新港ふ頭のみなとみらい21地区新港ふ頭客船ターミナル・横浜ハンマーヘッドのハンマーヘッドスタジオと二つのサテライトスタジオがある。
送信所は中区立野の横浜国立大学教育学部附属横浜小学校にあり、特定地上基幹放送局の呼出符号はJOZZ3CO-FM、呼出名称はマリンエフエム、周波数86.1MHz、空中線電力20Wで送信している。放送区域は中区の一部地域。インターネット配信はListenRadioによる。
放送エリアは横浜市中区及び西区、南区、磯子区の一部と称している。
24時間放送をしており、自社制作番組以外の時間帯は、ミュージックバードを放送するが、深夜（午前1時から5時）は自社制作の音楽番組『マリンセレクトミュージック』を放送する。

## 沿革
- 2018年（平成30年）
  - 9月3日 - 株式会社横浜マリンエフエム設立[7]
  - 9月20日 - 特定地上基幹放送局の予備免許取得[1]
- 2019年（令和元年）
  - 8月23日 - 特定地上基幹放送局の免許取得[8]
  - 8月26日 - 開局[8][4]
  - 9月 - 石川町スタジオ開設[7]
  - 10月 - ハンマーヘッドスタジオ開設[7]
- 2020年（令和2年）10月3日 - 自社制作番組の『本牧ヤグチ』がミュージックバードを通じ全国のコミュニティ放送局で90局以上ネットで放送開始（土曜深夜の放送となるため横浜マリンエフエムでは非ネット）[9]
- 2024年（令和6年）7月1日 - ネット配信をJCBAインターネットサイマルラジオに移行。

## 主な自社番組
2025年4月現在
生放送
- ごきげんラジオ（月 - 金 10:00 - 11:55）
- としちゃんの住んで良いまち横浜（第2・4週月曜 12:00 - 12:30）
- ママ夢ラジオ横浜（第3週月曜 12:30 - 13:00）
- 子育てミュージックcafe（第4週月曜 12:30 - 13:00）
- ヨコハマVoice Street（月・水・木・金　15:00 - 16:55）
- 加納伊都のClose To The Violin（火 12:30 - 13:00）
- 本牧 Hawaiian Rainbow（火曜・20:00 - 20:30）
- エンタメラッシュアワー（第1・3・5水曜・20:00 - 20:30）
- カサキバLIFE（第1・3・5週金曜 12:30 - 13:00）
- 高嶋徳光のフォークな世界（第2・4週金曜 12:30 - 13:00）
- ハンマーヘッドサウンドクルーズ（土・日 12:00 - 13:00）
- RADIO JACK YOKOHAMA（土・15:00 - 16:55）
- アットヨコハマはまリポ放送部（第2・4週土曜 17:30 - 18:00）
- Play-音-（第3週土曜 17:30 - 18:00）
- サタデーナイトメーカー（土・20:00 - 22:00）

収録
- ミューズ心の相談室（火曜・12:00 - 12:30╱（再放送）土曜8:007:3・ - 8:00）
- The Bookmarcs Radio Marine Café（火曜 20:30 - 21:00╱（再放送）日曜 7:30 - 8:00）
- LOVE RADIO（火曜 22:00 - 23:00）
- 星野咲来のEcho Studio（水曜・20:00 - 20:30╱（再放送）日曜 13:30 - 14:00）
- 歴史バラエティ ラジオ時々大笑（水曜 20:30 - 21:00）
- 歩子の朗読　〜心にともしびを〜（第3週 水曜 21:00 - 21:30）
- ハマっチャイナ中華街（第1週 木曜 14:30 - 14:55╱（再放送）水曜 1:00 - 1:25）
- 横濱 歴史のタイムマシーン（金曜・20:30 - 21:00╱（再放送）土曜・7:00 - 7:30）
- マリナード サウンドクルーズ　駅チカライブ!を放送（土曜 22:00 - 22:30）
- 語り華の会（第1・3週土曜 22:30 - 23:00）
- 横国フェリス放送研究会 ふらっとタイム（第4週土曜 22:30 - 23:00）
- 質の七つ屋FCグループ presents TGO AHED TO TRY YOKOHAMA（土曜 24:00 - 25:00）※日曜深夜
- 本牧ヤグチ（木曜 20:00 - 21:00╱（再放送）土曜 14:00 - 15:00）※ミュージックバードにて全国放送
- マリンセレクトミュージック
- マリンFM ピックアップソング

## 過去の自社番組
生放送
- ハマカフェ GOGO（月 - 金 15:00 - 17:00）
- としちゃん じゅんちゃん Live Love 横浜（第2・4週月曜 12:00 - 12:30）
- スタボ・biz（月 13:00 - 13:54）
- 白石清裕のやかんマンデー!（月曜 21:00 - 21:30）
- 白石清裕の帰ってきた!やかんマンデー（月 21:00 - 21:30）
- むじゅうりょくみゅーじっく（木曜 1:00 - 2:00）※金曜深夜
- ただいま商店街（第2・4週水曜 13:00 - 13:30）
- 食育マリンタイム（木曜 12:00 - 12:30）
- 本牧ハローカフェ（第1・3週金曜 14:00 - 15:00）
- パパ夢ラジオ（第4週金曜 19:30 - 20:00）
- YOKOHAMA湾岸スタァ（土曜 19:30 - 20:00╱（再放送）金曜 1:00 - 1:30）
- サタデーナイトメイカー（土 20:00 - 22:00）
- Go Ahead To Try Yokohama（土 24:00 - 25:00）
- ただいま商店街（水曜2・4週 13:00 - 13:30╱（再放送）水曜1・3・5週 13:30 - 14:00）
- 本牧JOY TOWN（第1・3金曜 14:00 - 15:00）
- Billboard Live YOKOHAMA ミュージックステーション（月 - 金 16:55 - 17:00）
- はらっぱうたごえCLUB（第3週木曜 12:30 - 13:00）

収録
- 子育てミュージックcafe（第3週月曜 12:30 - 13:00）
- にゃんみっけラジオ（第2・4 月曜 21:00 - 22:00）
- YOKOHAMA STARBOARD（火曜 21:00 - 22:00╱（再放送）日曜 10:00 - 11:00）
- 役に立たない交通情報（水曜 21:00 - 21:30）
- The Legend of Honmoku　ゴールデンカップ（第1・3週 木曜 19:00 - 19:30）
- ニューヨコハマ ビニール天国（木曜 21:00 - 21:30）
- ラジオ朗読：ヘビーウェイトドリーマーズ（木曜 21:30 - 21:45）
- ヨコハマ★カレイドスコープ（第4週金曜 19:00 - 19:30）
- 4th Friday party!!（第4週 金曜 19:00 - 19:30）
- 末飛登のWeekend Garage House（金曜 20:00 - 21:00╱（再放送）日曜 14:00 - 15:30）
- ペットの広場（土曜 7:30 - 8:00）
- 横国フェリス まちラジ!（土曜 13:00 - 13:15）
- アットヨコハマ presents 「はまり放送部マイルートの日」（第2・4週土曜 17:30 - 18:00）